# Mónica Godoy
Mónica Godoy Cabezas (Ñuñoa, Santiago, 9 de mayo de 1976) es una actriz y productora de teatro chilena. También se ha desempeñado como rostro publicitario.

## Biografía
Nació el 9 de mayo de 1976, en Santiago, es la segunda hija del matrimonio compuesto por Washington de la Cruz Godoy Venegas; corredor de seguros, y de Magaly Cabezas.   
Cursó sus estudios primarios en el Colegio Calasanz, en Ñuñoa y secundarios en el Colegio San Marcos, en Macul. Durante su etapa escolar, Godoy practicó Ballet y Baloncesto. Posteriormente, ingresó a la Facultad de Comunicaciones de la Universidad de Artes, Ciencias y Comunicaciones (UNIACC) a estudiar Comunicación escénica entre 1994 y 1996. 
Godoy posee estudios de Teatro en el Collegi de Teatre de Barcelona (CTB), realizados entre 2001 y 2003, y entre 2005 y 2006 cursó una especialización en actuación junto a Fernando Piernas, en la ciudad de Barcelona.

## Carrera artística

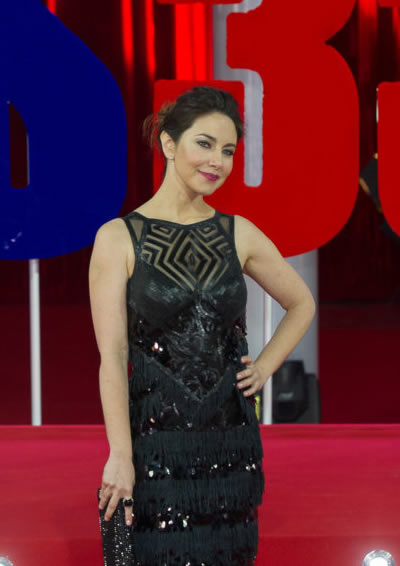
Mónica Godoy en 2015

En paralelo a sus estudios, con sólo 19 años de edad, fue conductora de Canal 2 Rock & Pop.
En 1996 fue convocada por Vicente Sabatini para la teleserie Sucupira como parte del elenco juvenil. Tras esa participación, pasó a formar parte estable del área dramática de TVN. Entre sus papeles más recordados de sus inicios están Isidora Ortúzar en Tic tac, una rebelde adolescente hija de Coca Guazzini y hermana de Leonor Varela, y Scarlett en Aquelarre, una temporera que se hacía pasar por periodista para conquistar a un huaso de clase acomodada (Felipe Braun).
En 2001 abandonó su promisoria carrera en Chile para irse a estudiar a España. Durante su estadía, realizó publicidades, cortometrajes y los filmes XXL y Les mers du sud.
Si bien en 2004 viajó a Chile para actuar en Destinos cruzados de TVN, donde interpretó a una ex Miss Chile envuelta en un triángulo con los personajes de Francisco Pérez-Bannen y Luciano Cruz-Coke, no fue hasta 2006 que regresó de manera definitiva. Esta vez fue para coprotagonizar la teleserie nocturna Disparejas.
En 2008 debutó en teatro, encarnado a la reconocida dramaturga inglesa Sarah Kane, en la obra Sarah que dirigió Alejandro Goic.
Ese mismo año obtuvo un rol fundamental en Hijos Del Monte junto a las entonces nuevas contrataciones de TVN Jorge Zabaleta y María Elena Swett. En esta ocasión interpretó a Julieta, una dulce mujer que sufre por las constantes infidelidades de su hombre y finalmente muere de cáncer.  En una entrevista dijo: «[...] Siento que el público tuvo mucha empatía con Julieta y su sufrimiento. Para mí el proceso general de este papel fue fuerte y doloroso».
Su nombre estaba confirmado para protagonizar la serie El diario secreto de una profesional, adaptación de la exitosa serie británica Secret Diary of a Call Girl. Sin embargo, a raíz de su embarazo tuvo que dejar el proyecto por la extensión de las grabaciones.
Luego de haber sido un rostro emblemático del área dramática de TVN, en 2013 apareció en la pantalla de Canal 13 en la serie El hombre de tu vida y más tarde comunicó su llegada a la estación cuando asistió al programa Vértigo. Participó en las telenovelas Secretos en el jardín y Valió la pena.
Regresó al formato en 2019 a través de La reina de Franklin.
En 2017 protagonizó Los vecinos de arriba, la obra más vista del teatro chileno durante ese año.

## Vida personal
Entre 1996 y 2000 mantuvo un vínculo sentimental con Santiago Lardit Rocha; modelo, natural de Argentina, a quien conoció en el balneario de Reñaca, Viña del Mar. 
Luego, se emparejó con Nicolás Saavedra Vizcaya (n. 1975); actor y productor de teatro, a quien conoció en el rodaje de Santo ladrón en 2000. Ambos contrajeron matrimonio en 2012 y tienen dos hijas; Ema Saavedra Godoy, nacida en 2012, y Leonor Saavedra Godoy, nacida en 2014. El matrimonio anunció su separación en 2022 a través de Instagram.

## Filmografía
| Año  | Título                           | Papel    | Director             | Ref. |
| ---- | -------------------------------- | -------- | -------------------- | ---- |
| 2002 | Pequeña paloma blanca            |          | Christian Barbé      |      |
| 2003 | Gatos Placenterios               |          | Shawn Garry          |      |
| 2004 | XXL                              | Lidia    | Julio Sánchez Valdés |      |
| 2004 | Les mers du sud                  | Jessica  | Philippe Venault     |      |
| 2009 | Grado 3                          | Cristina | Roberto Artiagoitía  |      |
| 2021 | Un loco matrimonio en cuarentena | Ester    | Rodrigo Bastidas     |      |

## Televisión
| Año  | Título                 | Papel                       | Cadena              | Ref.   |
| ---- | ---------------------- | --------------------------- | ------------------- | ------ |
| 1996 | Sucupira               | Loreto Inostroza            | Televisión Nacional |        |
| 1996 | Loca Piel              | Javiera Renard Balbontín    | Televisión Nacional |        |
| 1997 | Tic Tac                | Isidora Ortúzar Gabor       | Televisión Nacional | [ 10 ] |
| 1998 | Borrón y cuenta nueva  | Marta Suárez                | Televisión Nacional |        |
| 1999 | Aquelarre              | Scarlett Jara / Pía Montero | Televisión Nacional | [ 11 ] |
| 2000 | Santo ladrón           | Flavia Quiroga              | Televisión Nacional |        |
| 2004 | Destinos cruzados      | Colomba Recabarren Matte    | Televisión Nacional |        |
| 2006 | Disparejas             | Claudia Arismendi           | Televisión Nacional |        |
| 2007 | Amor por accidente     | Celeste Sanhueza            | Televisión Nacional |        |
| 2008 | Hijos del Monte        | Julieta Millán              | Televisión Nacional | [ 12 ] |
| 2010 | 40 y tantos            | Susana Jerez                | Televisión Nacional | [ 13 ] |
| 2011 | El laberinto de Alicia | Bettina Molinari            | Televisión Nacional | [ 14 ] |
| 2013 | Secretos en el jardín  | Carmen Pereira              | Canal 13            | [ 15 ] |
| 2014 | Mamá mechona           | Bárbara Correa              | Canal 13            |        |
| 2014 | Valió la pena          | Martina Del Río             | Canal 13            | [ 16 ] |
| 2018 | La reina de Franklin   | Camila Ossa                 | Canal 13            | [ 17 ] |

| Año  | Título                       | Papel               | Cadena              | Ref. |
| ---- | ---------------------------- | ------------------- | ------------------- | ---- |
| 1998 | Mi abuelo, mi nana y yo      | Bárbara Barros Luco | Televisión Nacional |      |
| 2002 | La vida es una lotería       | Sofía               | Televisión Nacional |      |
| 2005 | Tiempo final: en tiempo real | Gabriela            | Televisión Nacional |      |
| 2009 | Una pareja dispareja         | Florencia Meyer     | Televisión Nacional |      |
| 2013 | El hombre de tu vida         | Julieta Bolados     | Canal 13            |      |
| 2022 | Paola y Miguelito: la serie  |                     | Mega                |      |

Programas
- Continuidad (Canal 2 Rock & Pop, 1994)
- Aventura camper (13C, 2021)[18]

## Teatro
| Año       | Obra                  | Papel                | Notas                         | Ref. |
| --------- | --------------------- | -------------------- | ----------------------------- | ---- |
| 2008      | Sarah                 | Sarah Kane           | Debut en teatro               |      |
| 2009      | Gore                  | Mujer                |                               |      |
| 2010      | Días de vino y rosas  | Laura                | Actriz y productora ejecutiva |      |
| 2016-2017 | Bajo terapia          | Paula                | Actriz y productora ejecutiva |      |
| 2017      | Los vecinos de arriba | Ana                  | Actriz y productora ejecutiva |      |
| 2018      | Idiota                | Poductora ejecutiva  | Poductora ejecutiva           |      |
| 2019      | El test               | Paula                | Actriz y productora ejecutiva |      |
| 2019      | Entre ella y yo       | Productora ejecutiva | Productora ejecutiva          |      |
| 2022      | Malas madres          | Pilar                | Actriz y productora ejecutiva |      |

## Publicidad
- 2009: Johnson - Rostro comercial
- 2023: Campanario sour - Rostro comercial

## Premios y nominaciones
| Año  | Premio              | Categoría                                 | Producción | Resultado |
| ---- | ------------------- | ----------------------------------------- | ---------- | --------- |
| 2010 | Premio Pedro Sienna | Mejor Interpretación Protagónica Femenina | Grado 3    | Nominada  |